# Português de Goa
O português de Goa, ou goês, é um dialeto do português falado em Goa, na Índia.

## História
A história da língua portuguesa começou em Goa devido ao domínio português na região que perdurou por mais de 450 anos. Durante o Estado Português da Índia, quer na administração, quer no sistema de ensino, era usada exclusivamente a língua portuguesa, além dos meios oficiais governamentais também era utilizada por missionários em suas missões, embora o português coexistindo, no dia a dia, com outras línguas. Porém, depois da anexação do território à Índia após ser tomado pelo exército indiano em 1961, houve, de fato, um impasse muito complicado paro o idioma: o português deixou de ser a língua oficial, não sendo mais obrigatória e praticamente só com o reatamento das relações diplomáticas entre Portugal e a Índia, em 1974, nomeadamente com a instalação de instituições portuguesas como o consulado, o Instituto Camões e a Fundação Oriente, é que se verificou um reacendimento da procura pelo português.
A longa presença do idioma nesse estado indiano, além de um pequeno número de falantes, deixou outras heranças como, por exemplo, os nomes das ruas, o nome da mais importante cidade goesa — Vasco da Gama — e, os sobrenomes das famílias, como Mascarenhas e Souza, que é bastante comum nesse território. Entretanto, em Goa, ao contrário das demais regiões da Índia — assim como na África, Ceilão (atual Sri Lanka), Macau (China), Malaca (Malásia), Indonésia e Timor-Leste —, onde surgiram diversas línguas crioulas baseadas no português devido ao duradouro contato deste idioma com as línguas locais — crioulos estes que na maioria dos casos foram se extinguindo progressivamente séculos após o fim do domínio português —, é discutível se no território goês terá formado um crioulo indo-português. Alguns autores como Theban (1985) e Tomás (1995) consideram, contrariamente a Holm (1989) e Clemens (1996, 2000), que a pressão muito forte da língua portuguesa, idioma oficial e de instrução, teria impedido a formação de um crioulo português em Goa. Porém, de acordo com Rita Marquilhas (1998), nos locais em que se manteve sob a administração de Portugal até a metade do século XX — como Goa — ocorreu uma "descrioulização", já que diversas estruturas da língua foram se aproximando do português falado em Portugal e permaneceram somente vestígios naquilo que atualmente é a variedade do português falado por algumas comunidades goesas.
Apesar de uma parcela da população de Goa ainda se ressentir sob muitos aspectos da antiga submissão durante o longo domínio de Portugal, a própria identidade goesa continua vinculada aos vários outros legados deixados pela colonização portuguesa, como as características próprias de Goa, com um modo de vida diferente do restante do país. Além, da presença de elementos arquitetônicos, culinários e de uma grande e expressiva comunidade católica, apesar da religião da maioria da população indiana ser o hinduísmo, 30% dos 1,4 milhão de goeses são católicos. Porém, em 1961, época da anexação de Goa pela Índia, os católicos representavam 58% da população total: Ou seja, depois de 50 anos de integração à Índia, a comunidade católica decresceu sensivelmente. Igrejas, conventos e fortes portugueses estão espalhados por todo o território de Goa, o que dá um ar ainda mais diverso para um país que já é cheio de contrastes como é o caso da Índia.

## Situação atual
Apesar dos vários séculos de dominação exercida por Portugal, ao contrário do que aconteceu em outras colônias portuguesas, em Goa, a língua portuguesa nunca se difundiu entre a maioria da população, permanecendo como língua da administração e de uma pequena elite letrada: estima-se que menos de 1,5% da população a utilizasse como língua materna. No entanto, muitos goeses usavam o português como a sua segunda língua, pressionados pelo seu uso obrigatório na administração do Estado e nas atividades religiosas. Hoje, a situação do português em Goa é muito mais dramática. Geração após geração, o número de falantes foi diminuído drasticamente. Desde o término da possessão portuguesa em 1961, a língua portuguesa vem sendo progressivamente substituída pelo concanim (língua oficial de Goa) e principalmente pelo inglês (uma das duas línguas oficiais da administração federal da Índia). O último jornal lusófono de Goa foi publicado no final da década de oitenta, por falta de solvência e com ele morreu a última forma pública corrente do uso da língua. Atualmente, o idioma é falado por uma pequena comunidade. Embora não seja possível saber o número exato de pessoas em Goa que sabe falar esta língua, algumas estimativas apontam que este número gira entre 3% a 5% da população total. Em Panjim, a capital, ainda são visíveis muitos cartazes escritos em português em lojas, edifícios públicos, etc. Recentemente, passaram a ser feitas tentativas no sentido de reviver o português em Goa, inclusive com projeto-testes em escolas secundárias e entidades artísticas, ou de cunho turístico. Atualmente o português é aprendido, no ensino oficial e particular.

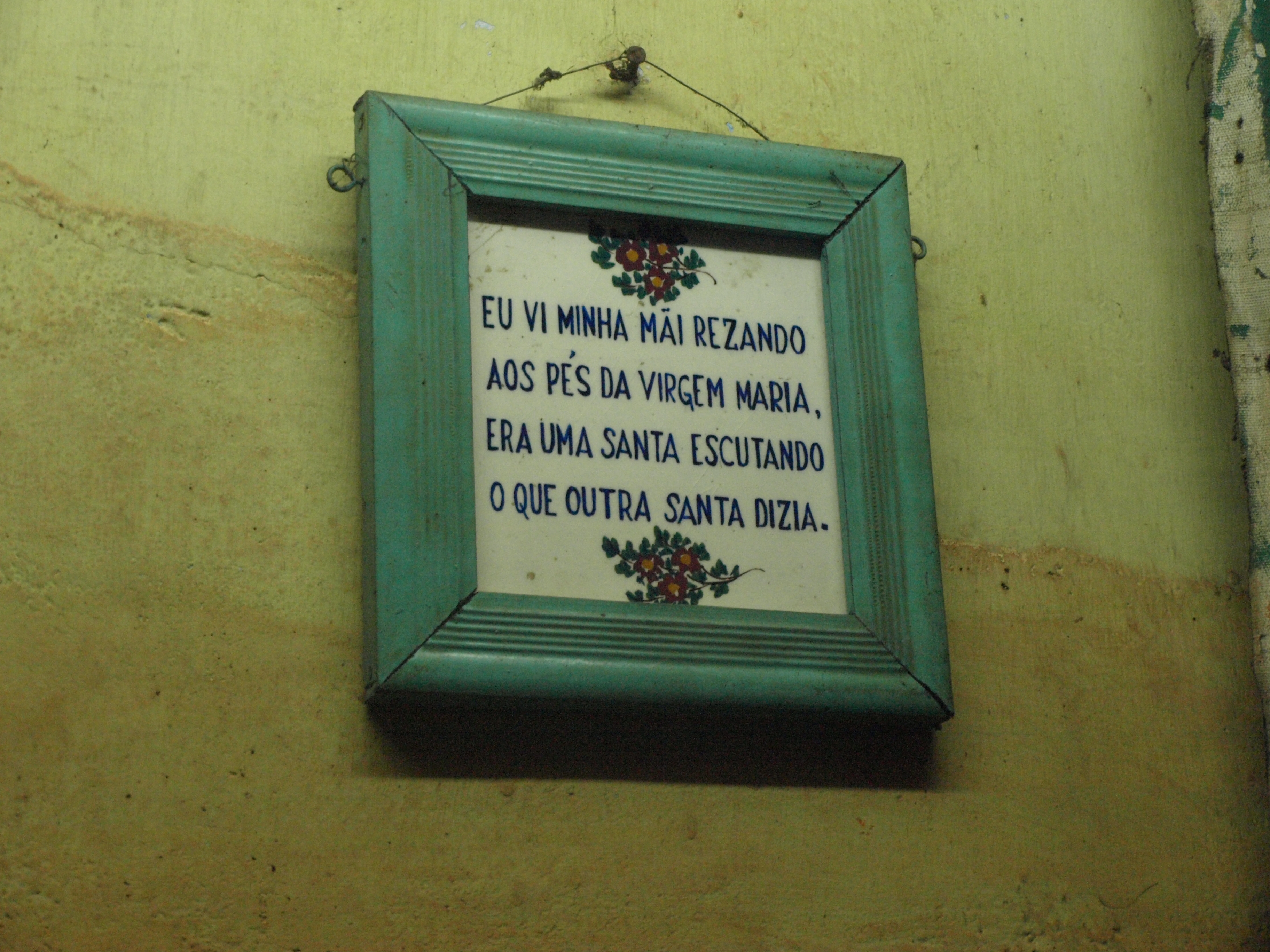
Placa em Português de Goa

Após a anexação forçada realizada pela Índia, Portugal não soube como se fazer presente em Goa. Nas décadas seguintes à descolonização, Portugal deixou de apoiar o ensino da língua portuguesa nas escolas goesas. Isso iniciou uma tendência que somente começa a ser revertida atualmente. O português vem sendo novamente impulsionado nas escolas, com o suporte da Fundação Oriente, e da Universidade de Goa, que tem um mestrado em Estudos Portugueses desde 1988. Existem ainda muitos cursos livres de promoção da língua portuguesa, tais como o Centro de Língua Portuguesa do Instituto Camões, em Panjim, o centro de Língua e Cultura Portuguesa do Colégio Chowgule (Parvatibai Chowgule College), em Margão, a Sociedade de Amizade Indo-Portuguesa (Indo-Portuguese Friendship Society), além dos cursos do Consulado português, do Colégio de St. Xavier de Artes, Ciência e Comércio, em Mapuçá, e da Communicar. Segundo a Fundação Oriente e o diretor do Centro de Língua Portuguesa do Camões e leitor na Universidade de Goa Delfim Correia da Silva, existe um aumento gradual e consistente do número de alunos que aprendem português em Goa, em uma tendência que se tem constatado sensivelmente nos últimos oito a dez anos. Esta tendência é motivada principalmente por razões culturais e profissionais, por possibilidades ligadas a Portugal, Brasil ou Angola.
Em Goa, a língua portuguesa se une ao desejo de afirmação identitária de parcela da comunidade, reforçando os laços da presença duradoura de Portugal. Ainda hoje, o português é um sinal de prestígio, de status social: quem fala português vem de boa família. Atualmente, o português é falado e aprendido como segunda língua por uma pequena parte dos goeses.